# Alexandre Kiritchenko
Alexandre Kiritchenko (en russe : Александр Кириченко), né le 13 août 1967 à Kiev, est un coureur cycliste soviétique et ukrainien. Spécialiste du kilomètre, il a été champion olympique de cette discipline aux Jeux de 1988 à Séoul et champion du monde en 1989.

## Palmarès

### Jeux olympiques
- Séoul 1988
  -  Champion olympique du kilomètre

### Championnats du monde
- Lyon 1989
  -  Médaillé de bronze du kilomètre.
- Maebashi 1990
  -  Champion du monde du kilomètre.
- Stuttgart 1991
  - 5e du kilomètre.

### Coupe du monde
- Coupe du monde 1997
  - 2e du keirin à Quartu Sant'Elena.